# Hermann Craemer
Hermann Craemer (* 29. Januar 1894 in Saarbrücken; † 11. April 1974 in Bremen) war ein deutscher Bauingenieur und Hochschullehrer.

## Leben
Er absolvierte ein Bauwesen-Studium in Danzig (heute Gdańsk/Polen), Berlin und München, das er 1919 an der Technischen Hochschule Danzig mit dem Dipl.-Ing. abschloss. Im Jahre 1923 promovierte er in Danzig zum Dr.-Ing. Seiner Habilitation erlangte er 1930 in Darmstadt, wurde Privatdozent der höheren Elastostatik und Plastostatik in Anwendung auf das Bauingenieurswesen. Zum 1. April 1933 trat er der NSDAP bei (Mitgliedsnummer 1.794.828). Im Jahre 1937 war er Bauingenieur. Eine Tätigkeit im Hochbauamt Frankfurt am Main ist nachweisbar, bevor er 1937 zum Professor an der Staatlichen Hochschule für Baukunst, der heutigen Bauhaus-Universität Weimar berufen wurde. Sein Vorgänger war der Gründer des F.A. Finger-Instituts für Baustoffkunde an der Staatlichen Hochschule für Baukunst Weimar Friedrich August Finger. Nach dem Zweiten Weltkrieg hatte Craemer verschiedene Professuren im In- und Ausland inne, wie 1940 ordentliche Professur für Eisenbeton in Graz, 1947–1949 Professur in Jugoslawien, 1949 ordentliche Professur an der Universität Alexandria, 1953 ordentliche Professur in Lahore (Indien) und 1959 ordentliche Professur in Hannover.
Seine Schriften weisen ihn insbesondere als Statiker aus.

## Werke (Weimar)
- Plastizitätslehre statt Elastizitätslehre bei Berechnung statisch unbestimmter Stabwerke, Berlin, 1942.
- Der elastisch drehbar gestützte Durchlaufbalken. Gebrauchsfertige Zahlen für Einflußlinien und Größtwerte der Momente, 1927.
- Die Bogenscheibenbrücke über die Saalach im Zuge der deutschen Alpenstraße, Berlin, 1939.
- Plastizitätslehre und n-Verfahren. Berlin, 1942.
- Die Berechnung des durchlaufenden Balkens mit elastisch drehbarer Stützung unter senkrechten Lasten, Berlin, 1937.
- Spannungen in wandartigen Balken bei feldweise wechselnder Belastung, Berlin, 1930 (Habili-Schrift Darmstadt).
- Die Einspannung von Platten und Balken in verwindungsfeste Unterzüge, Danzig, 1923.